# 圭妫
圭妫（？—？），妫姓，郑穆公的妾，士子孔的母亲。
圭妫的位置在宋子之下，但是两人互相亲近，圭妫的儿子士子孔和宋子的儿子子孔也互相亲近。